# Jahotyn
Jahotyn (ukrainisch Яготин) ist eine Stadt in der ukrainischen Oblast Kiew und war bis Juli 2020 das administrative Zentrum des gleichnamigen Rajons Jahotyn.

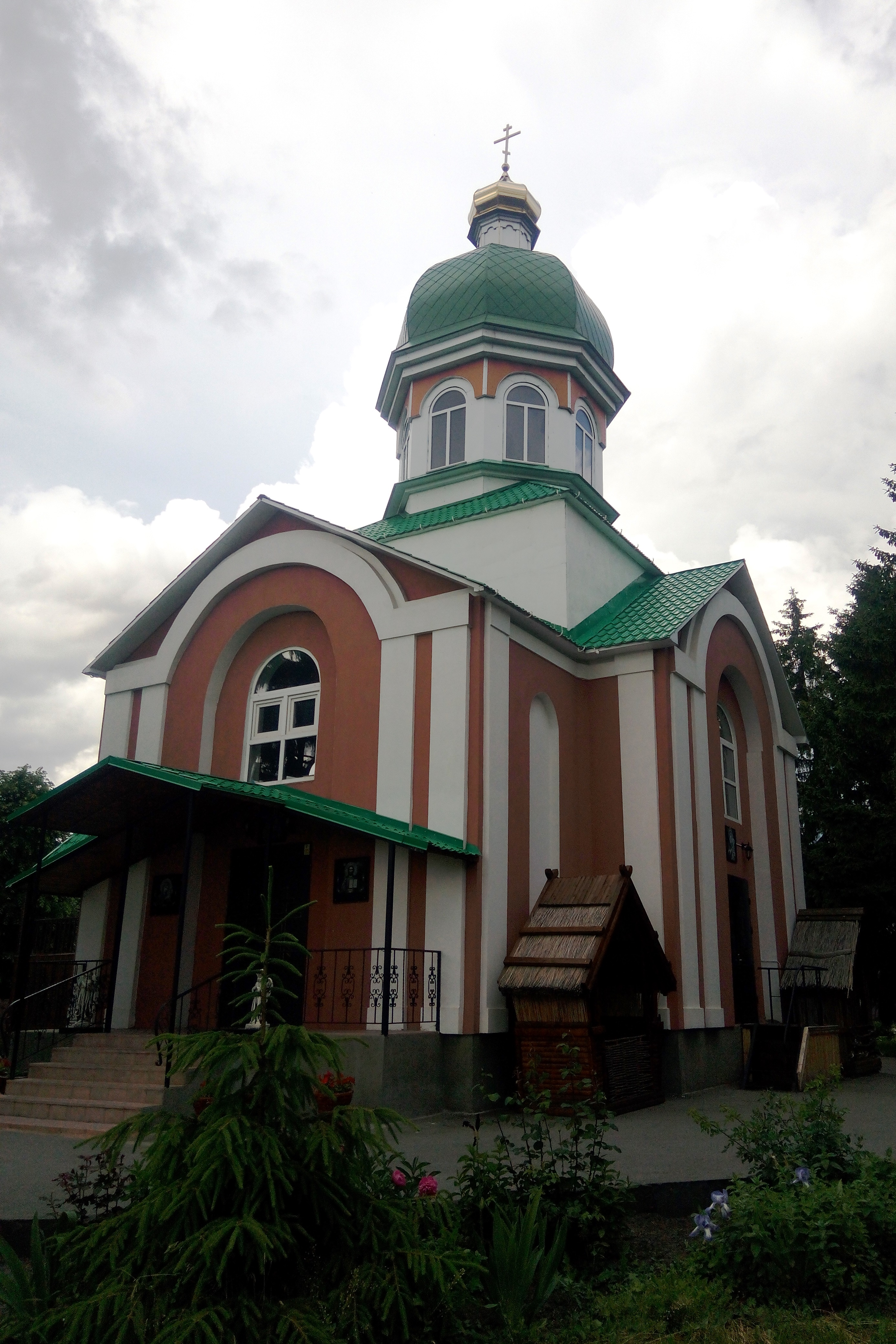
Kirche im Ort

## Lage
Jahotyn liegt in der Dnepr-Niederung etwa 100 Kilometer östlich von Kiew am linken Ufer des vom linken Nebenflusses des Dnepr, dem Supij, gespeisten, Supij-Sees.
Die Gemeinde ist die östliche in der Oblast Kiew und befindet sich im Rajon Boryspil.

## Geschichte
Jahotyn wurde 1552 gegründet. Von 1648 bis 1781 war sie Garnisonsstandort des Perejaslawer Regimentes. Taras Schewtschenko besuchte die Stadt im Juli 1843.
Seit 1861 war Jahotyn Wolostkleinstadt von der Ujesd Pyrjatyn (Gouvernement Poltawa). 1925 wurde Jahotyn Rajonszentrum und 1957 erhielt der Ort das Stadtrecht wieder.
Mit einer administrativen Reform 2020 trat Jahotyn dem Rajon Boryspil bei. Das Gebiet des Rajon Jahotyn wurde zur Territorialgemeinde.

## Bevölkerung
| Ethnizität | %       | Sprache    | %       |
| ---------- | ------- | ---------- | ------- |
| Ukrainisch | 94,60 % | Ukrainisch | 95,49 % |
| Russisch   | 4,25 %  | Russisch   | 4,12 %  |

## Verwaltungsgliederung
Am 12. Juni 2020 wurde die Stadt zum Zentrum der neugegründeten Stadtgemeinde Jahotyn (Яготинська міська громада/Jahotynska miska hromada). Zu dieser zählen auch die 39 in der untenstehenden Tabelle aufgelisteten Dörfer sowie die 2 Ansiedlungen Hretschaniwka und Tschernjachiwka, bis dahin bildete sie zusammen mit den Dörfern Sokoliwschtschyna und Tscherwone Saritschja die gleichnamige Stadtratsgemeinde Jahotyn (Яготинська міська рада/Jahotynska miska rada) im Westen des Rajons Jahotyn.
Am 17. Juli 2020 kam es im Zuge einer großen Rajonsreform zum Anschluss des Rajonsgebietes an den Rajon Boryspil.
Folgende Orte sind neben dem Hauptort Jahotyn Teil der Gemeinde:
| Name                      | Name            |
| ukrainisch transkribiert  | ukrainisch      |
| ------------------------- | --------------- |
| Bohdaniwka                | Богданівка      |
| Boschky                   | Божки           |
| Dobranytschiwka           | Добраничівка    |
| Dsjubiwka                 | Дзюбівка        |
| Dwirkiwschtschyna         | Двірківщина     |
| Farbowane                 | Фарбоване       |
| Fedoriwka                 | Федорівка       |
| Henseriwka                | Гензерівка      |
| Hoduniwka                 | Годунівка       |
| Hretschaniwka             | Гречанівка      |
| Hryhoriwka                | Григорівка      |
| Kajnary                   | Кайнари         |
| Kapustynzi                | Капустинці      |
| Koptewytschiwka           | Коптевичівка    |
| Kuljabiwka                | Кулябівка       |
| Lebediwka                 | Лебедівка       |
| Lemeschiwka               | Лемешівка       |
| Losowyj Jar               | Лозовий Яр      |
| Lukomschtschyna           | Лукомщина       |
| Nytschyporiwka            | Ничипорівка     |
| Oserne                    | Озерне          |
| Panfyly                   | Панфили         |
| Pluschyky                 | Плужники        |
| Rajkiwschtschyna          | Райківщина      |
| Rokytne                   | Рокитне         |
| Rosumiwka                 | Розумівка       |
| Sassupojiwka              | Засупоївка      |
| Schewtschenkowe           | Шевченкове      |
| Schorawka                 | Жоравка         |
| Sokoliwschtschyna         | Соколівщина     |
| Sotnykiwka                | Сотниківка      |
| Sulymiwka                 | Сулимівка       |
| Supojiwka                 | Супоївка        |
| Trubiwschtschyna          | Трубівщина      |
| Tscherkassiwka            | Черкасівка      |
| Tschernjachiwka           | Черняхівка      |
| Tschernjachiwka           | Черняхівка      |
| Tscherwone                | Червоне         |
| Tscherwone Saritschtschja | Червоне Заріччя |
| Tuschyliw                 | Тужилів         |
| Woroniwschtschyna         | Воронівщина     |

## Kultur
Es gibt einige Museen in Jahotyn, darunter das Historische Museum, das Museum der Bildung und eine Kunstgalerie. Des Weiteren gibt es ein städtisches Kulturhaus und zwei Kinos.

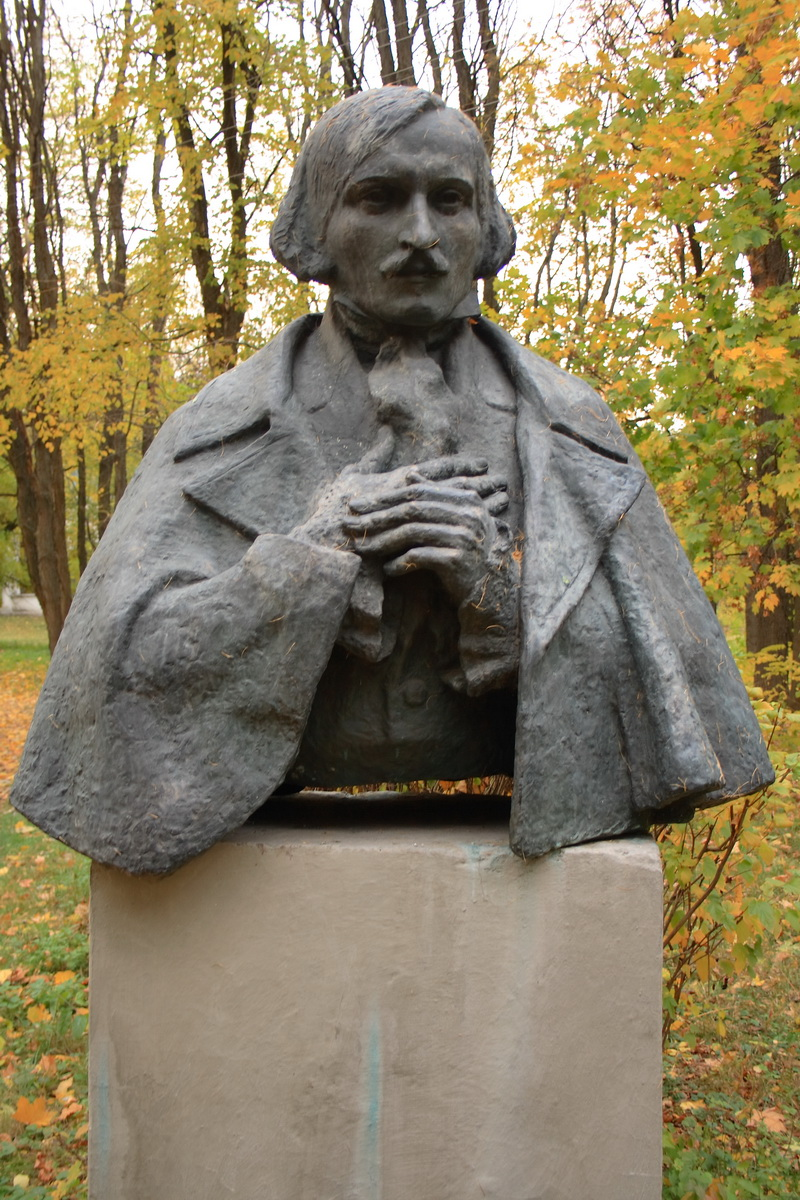
Nikolaj-Gogol-Denkmal

### Denkmäler
- Denkmal für Taras Schewtschenko
- Denkmal für Nikolaj Gogol
- Ehrenmal „Dem unbekannten Soldaten“
- Denkmal für die ukrainische Volkskünstlerin Kateryna Bilokur
- Denkmal für Swjatoslaw Richter

### Friedhöfe
In Jahotyn und seiner Umgebung befinden sich mehrere Friedhöfe mit Kriegsgräbern deutscher Soldaten, die gegen Ende der Schlacht um Kiew im September 1941 gefallen sind und später in Sammelgräbern dort bestattet wurden.

## Wirtschaft und Infrastruktur

### Wirtschaft
Die Wirtschaftsentwicklung der Stadt Jahotyn ist eng mit der Entwicklung der Landwirtschaft des Rajons Jahotyn verbunden. Der größte Arbeitgeber ist das Zuckerkombinat des Wissenschafts- und Produktionsvereins „Zucker“. Es gibt einen Getreidespeicher, ein Milchwerk, eine Geflügelfabrik, eine Bäckerei, eine Ziegelei und eine Futtermühle. Die Brennstoffindustrie besteht aus einem Torfbetrieb. Außerdem gibt es ein mechanisches Versuchswerk bzw. Werk für erleichternde Konstruktionen.

### Verkehr

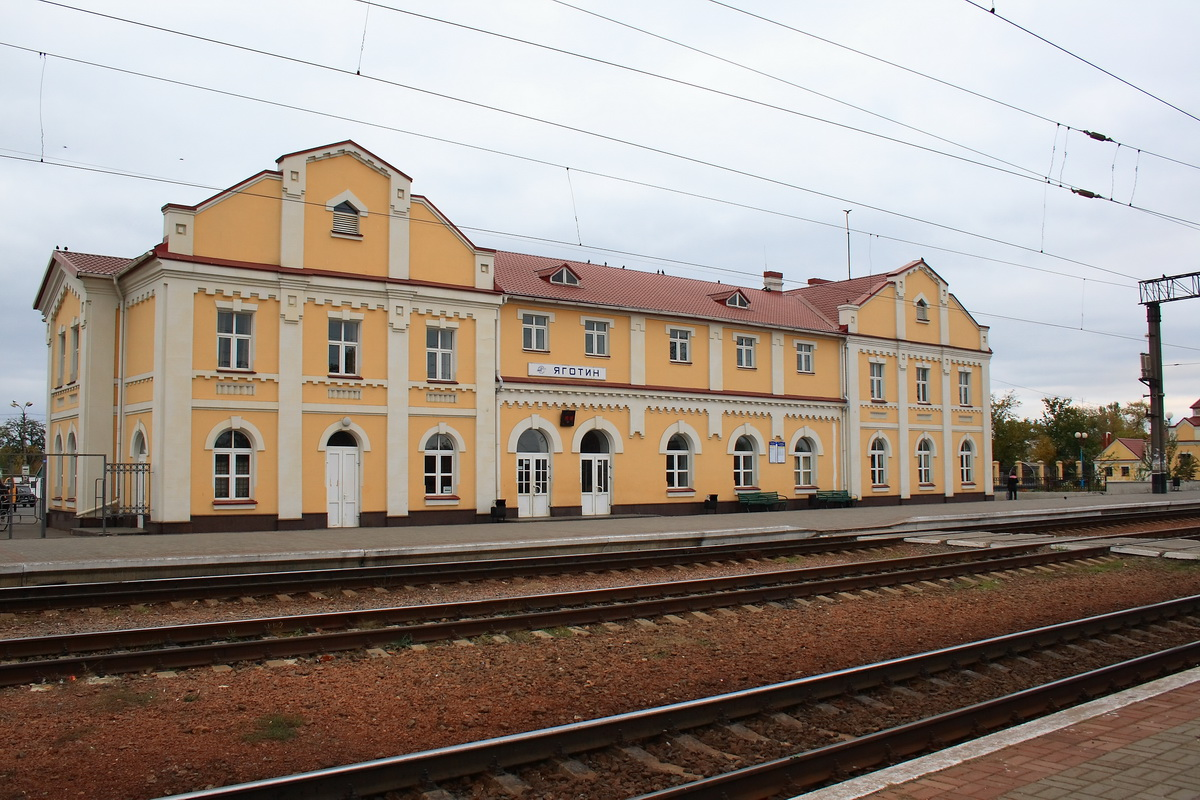
Bahnhof Jahotyn

Jahotyn hat einen Bahnhof an der Strecke Darnyzja–Hrebinka. Etwa zwei Kilometer südlich der Stadt läuft die Autobahn M 03, eine Teilstrecke der Europastraße 40.

### Bildung
Die Stadt hat drei Schulen sowie eine Musik- und Kunstschule und fünf Bibliotheken.

### Flüchtlinge
Neben der Schwarzmeerhafenstadt Odessa und der Karpaten-Stadt Mukatschewo soll auch Jahotyn Flüchtlinge aus Syrien aufnehmen. Die Pläne des Kiewer Migrationsamts riefen in der Bevölkerung scharfe Proteste hervor. Der Zugang zum Aufnahmezentrum wurde im März 2016 von Demonstranten blockiert.

## Persönlichkeiten

### Söhne und Töchter der Stadt
- Nikolai Grigorjewitsch Repnin-Wolkonski (1778–1845), russischer General
- Mykola Aleksin (1877–nach 1943), Oberst der UVR-Armee
- Andrei Krawtschenko (* 18.jul. / 30. November 1899greg. in Sulymiwka; † 18. Oktober 1963 in Moskau), ukrainisch-sowjetischer General und Held der Sowjetunion im Zweiten Weltkrieg
- Kateryna Bilokur (* 24. Novemberjul. / 7. Dezember 1900greg-in Bohdaniwka; † 10. Juni 1961 ebenda), ukrainische Künstlerin und Meisterin der bildenden Volksmalerei
- Petro Neporoschnij (1910–1999), UdSSR-Minister für Energetik
- Anatolij Krywolap (* 11. September 1946 in Jahotyn), ukrainischer Künstler und Meister der nicht-figurativen Malerei
- Olena Burkowska (* 9. August 1981 in Jahotyn), ukrainische Marathonläuferin
- Ljudmyla Jossypenko (* 1984), Siebenkämpferin
- Andrij Schewtschenko (* 29. September 1976 in Dwirkiwschtschyna), ukrainischer Fußballspieler, -trainer und -funktionär

### Weitere Persönlichkeiten, die mit der Stadt in Verbindung stehen
- Fürstenfamilie Repnin (später Repnin-Wolkonskij) besaß ein Gut in Jahotyn
- Taras Schewtschenko (1814–1861), Maler und Dichter, besuchte die Stadt mehrfach und besaß ein Haus